# Точка кипіння (фільм, 2021)
«То́чка кипі́ння» (англ. Boiling Point) — британський драматичний фільм 2021 року режисера Філіпа Барантіні, у якому знялися Стівен Ґрем, Вінетт Робінсон, Рей Пантакі та Ганна Волтерс. Це односерійний фільм, дія якого відбувається на кухні ресторану. Він є продовженням однойменного короткометражного фільму 2019 року, також знятого режисером Барантіні з Ґремом у головній ролі. Спочатку планувалося записати вісім дублів кінострічки, але вдалося відзняти тільки половину з них, перш ніж  локдаун через COVID-19 призвів до припинення знімання.
Прем'єра фільму відбулася на 55-му Міжнародному кінофестивалі у Карлових Варах 23 серпня 2021 року. Він вийшов у Великій Британії 7 січня 2022 року. Фільм був зустрінутий критиками схвально. На 75-й церемонії вручення нагород Британської академії кінострічка отримала чотири номінації: «Найкращий британський фільм», «Найкращий дебют британського сценариста, режисера або продюсера» (сценарист Джеймс Каммінґс і продюсер Гестер Руофф), «Найкраща чоловіча головна роль» (Ґрем) і «Найкращий акторський склад» (Керолін Маклеод).
Було підтверджено створення продовження, серіалу для BBC, в якому Ґрем, Робінсон і Волтерс знову зіграють свої ролі. Філіп Барантіні буде режисером перших двох епізодів, а Джеймс Каммінґс повернеться як сценарист.

## Сюжет
Енді Джонс — шеф-кухар ресторану «Джонс і сини» в Лондоні. Енді збентежений, дізнавшись, що за результатами перевірки його ресторан понизили в рейтингу безпеки та охорони здоров'я з п'яти зірок до трьох зірок. Після відходу інспектора Енді робить догану кухонному персоналу за недостатню ретельність. Метрдотель Бет проводить коротку нараду, щоб обговорити, що вечірнє обслуговування перевантажене. Вона також згадує, що на одному столі в них є пропозиція руки та серця, а також замовлено столик для знаменитого шеф-кухаря Аластера Ская, в якого Енді раніше працював, і його гості на цей вечір, відомої ресторанної критикині.
Під час обслуговування вечері на кухні та в їдальні розгорається конфлікт. Бет дратує кухонний персонал мікроменеджментом; до чорношкірої офіціантки агресивний гість ставиться вороже (на відміну від її білої колеги); молодого кондитера викрили у самоушкодженні; вагітна посудомийниця на кухні сперечається з ледачим і зневажливим колегою; а нова спокійна шеф-кухарка Камілла, яка родом з Франції, бореться з мовним бар'єром.
Напруга зростає доти, доки Бет не вимагає від і без того напруженої шеф-кухарки Карлі приготувати страви не за меню, щоб догодити «впливовим» гостям; Карлі нарешті вибухає на неї, кажучи їй, що вона підводить ресторан своєю відсутністю здібностей. Бет у сльозах іде в туалет і зізнається батькові телефоном, що не думає, що ця робота їй підходить. Енді накриває стіл Аластера, де Аластер виявляє, що Енді винен йому 200 000 фунтів стерлінгів і хоче виплатити їх у повному обсязі, щоб покрити свої особисті збитки. Енді пояснює, що у нього немає грошей, щоб розплатитися з ним. Аластер пропонує Енді знову працювати разом і розділити з ним 30 % частку Енді в ресторані.
Гостя страждає від серйозної алергічної реакції, яку з необережності викликала Камілла. Скориставшись ситуацією, Аластер повідомляє Енді, що Карлі повинна взяти провину на себе, інакше і ресторан, і їхнє потенційне партнерство зазнають краху. Після того, як гостя забирає швидка допомога, кухонний персонал та Бет збираються в задній частині кухні, щоб з'ясувати причину алергічної реакції. Вони доходять висновку, що в зараженні страви винен Енді, який раніше дав вказівку Каміллі використовувати для гарніру пляшку з олією волоського горіха. У результаті один із кухарів, Фрімен, валиться на Енді з критикою за його постійні запізнення і помилки, а також за його нестримний алкоголізм. Між Енді та Фріменом ледь не спалахує бійка, якій запобігає Карлі.
Співробітники повертаються до роботи, й Енді розповідає Карлі, що Аластер хотів, щоб він поклав провину на неї, що призводить до звільнення Карлі. Енді йде до свого кабінету, де п'є горілку та нюхає білий порошок. Він телефонує своїй колишній дружині й просить її передати його синові, що він любить його і що він піде на реабілітацію. Закінчивши розмову, Енді викидає наркотики та алкоголь і починає повертатися на кухню, після чого непритомніє. Чути голоси персоналу, що кличуть його на ім'я.

## Акторський склад
- Стівен Ґрем — Енді Джонс;
- Вінетт Робінсон — Карлі;
- Еліс Фітхем — Бет;
- Ганна Волтерс — Емілі;
- Малахія Кірбі[en] — Тоні;
- Ідзука Гойл[en] — Камілла;
- Таз Скайлар — Біллі;
- Лорін Аджуфо[en] — Андреа;
- Джейсон Флемінґ[en] — Аластер Скай;
- Рей Пантакі[en] — Фрімен;
- Лурдес Фаберес[en] — Сара Саутворт;
- Ейне Роуз Дейлі[en] — Робін;
- Денієл Ларкай — Джейк.

## Сприйняття

### Касові збори
У Великій Британії фільм заробив 107 525 доларів США з 53-х кінотеатрів у прем'єрний вікенд. Світові касові збори кінострічки склали 1 426 916 $.

### Відгуки критиків
Фільм отримав схвалення критиків. На вебсайті агрегатора рецензій Rotten Tomatoes 99 % із 67 відгуків критиків позитивні, із середньою оцінкою 7,9/10. Консенсус сайту свідчить: «Захоплива від початку до кінця, „Точка кипіння“ використовує свій сміливий формальний підхід, щоб підтримати захопливе оповідання». На церемонії вручення премії Британського незалежного кіно 2021 року «Точка кипіння» була номінована на 11 нагород і здобула чотири, — зокрема за «Найкращу акторку другого плану» для Вінетт Робінсон, «Найкращий акторський склад», «Найкращу операторську роботу» і «Найкращий звук».
Ґленн Кенні з «The New York Times» зазначив щодо односерійного характеру фільму, що «коли [камера] стежить за працівником ресторану, який виносить сміття, глядач знає, що його не відсторонюють від центральної дії тільки для того, щоб поспостерігати за працею — це сюжетний момент, який потрібно відзначити».